# Опус
Опус (лат. opus — твір, праця).
1. Порядковий номер, який надають музичному твору чи збірці творів автори або видавці під час публікації. Нумерація творів не завжди відповідає хронології їхнього створення. У разі посмертного видання твору його позначають абревіатурою ор. posthum.
2. У музично-естетичному розумінні — результат композиторської праці, зафіксований у письмовому вигляді.